# 소케이역
소케이역(일본어: 磯鶏駅)은 일본 이와테현 미야코시에 위치한 동일본 여객철도 야마다 선의 철도역이다. 단선 승강장 1면 1선의 구조를 갖춘 지상역이다.

## 역 주변
- 국도 제45호선
- 소케이 해안

## 역사
- 1935년 11월 17일 : 개업.
- 1984년 2월 1일 : 무인화. 소케이 역장이 폐지되어, 미야코 역장 관리하로 전환됨.
- 1987년 4월 1일 : 일본국유철도 분할 민영화에 의해, 동일본 여객철도가 승계.
- 2011년 3월 11일 : 동일본 대지진에 의해 영업 중단.

## 인접 역
| 동일본 여객철도 야마다 선 | 동일본 여객철도 야마다 선 | 동일본 여객철도 야마다 선 |
| ------------------------- | ------------------------- | ------------------------- |
| 미야코 모리오카 방면      | ■ 야마다 선               | 쓰가루이시 가마이시 방면  |